# Glennville (Georgia)
Glennville – miasto w Stanach Zjednoczonych, w stanie Georgia, w hrabstwie Tattnall.